# Bomolochus selaroides
Bomolochus selaroides is een eenoogkreeftjessoort uit de familie van de Bomolochidae. De wetenschappelijke naam van de soort is voor het eerst geldig gepubliceerd in 1965 door Pillai.